# 西村京太郎トラベルミステリー
『西村京太郎トラベルミステリー』（にしむらきょうたろうトラベルミステリー）は、1979年10月20日から2022年12月29日までテレビ朝日系で断続的に放送されていた刑事ドラマシリーズ。主演の十津川警部役は、シリーズ開始当初は三橋達也で、2000年の第34作からは高橋英樹。亀井刑事役は当初は綿引洪（勝彦）、その後30年以上にわたって愛川欽也が演じ、2012年の第58作からは高田純次。
西村京太郎の推理小説『十津川警部シリーズ』を原作とする。

## 概要
1979年度から2015年度までは「土曜ワイド劇場」枠で放送され、2016年度・2017年度は「土曜プライム・土曜ワイド劇場枠」（2016年度・2017年度前半）と「ミステリースペシャル枠」（2017年度後半）で放送され、2018年度からは「日曜プライム枠」で放送されている。朝日放送・大映企画・大映京都撮影所制作による3作品、そしてテレビ朝日・東映制作による1981年から2022年まで放送されたシリーズがある。朝日放送版は1979年から1982年までに3作品が放送され、前後してテレビ朝日版が1981年からシリーズ終了の2022年まで通算40年以上に渡って放送された。
『西村京太郎トラベルミステリー』のシリーズタイトルは、1989年のテレビ朝日・東映版の第15作「アルプス誘拐ルート」以降に定まったもので、それ以前には放送のたびにさまざまなタイトルが付されていた。また甲斐正人作曲のテーマ曲が使われたのはテレビ朝日版第4作「寝台特急あかつき殺人事件」からで、前3作品はそれぞれ独自のテーマ曲を使っていた（後述）。また、ドラマがシリーズ化されて以降は原作小説でも文庫版等で「トラベルミステリー」のキャッチコピーが使用されるようになった。
朝日放送・大映版
十津川警部は三橋達也が演じ、亀井刑事は綿引洪（現・綿引勝彦）が演じ、十津川警部の元部下である橋本豊は沖雅也が演じた。
テレビ朝日・東映版
十津川警部は1981年から1999年まで三橋達也が演じ、2000年からシリーズ終了の2022年までは高橋英樹が演じていた。三橋が十津川警部役だった頃は原作とは異なり、三橋の年齢を考慮して十津川警部があまり動き回らない設定にし、代わって愛川欽也が演じる亀井刑事をメインにしていた。十津川警部役が高橋に交代して以降は、原作通り十津川警部をメインに描くようになっている。ナレーションも亀井刑事メイン時代は主に愛川が担当、十津川警部メインになってからもしばらくは作品により愛川が担当していた回があったが、その後は完全に高橋の担当となっている。
亀井刑事は1981年のスタート以来32年にわたって愛川欽也が演じてきたが、2012年から高田純次に交代（高田は2008年の第50作でゲスト出演している）。愛川が出演していた当時のラストシーンはほぼ全作（一部例外あり）で、事件を総括するような内容の会話を十津川役の三橋・高橋と交わすツーショットシーンとされていた。
十津川警部の元部下である橋本豊は、荻島真一と賀集利樹が演じた。
西本刑事は第5作から68作まで森本レオが演じており、歴代シリーズで最長の出演記録となった。第68作を最後に降板しており、後任は設けられていない（実質後継は柿沼刑事）。
2006年以降は過去の作品（亀井刑事メイン時代）のリメイク版もいくつか放送されている。
その他
高橋英樹は1990年から1991年にかけてテレビ朝日系の「火曜ミステリー劇場」で放送された『西村京太郎スペシャル』3作品ですでに十津川警部を演じていた。このシリーズでの亀井刑事役はいかりや長介であった。

## 朝日放送・大映版
朝日放送・大映企画・大映京都撮影所の製作。

### キャスト

#### 警視庁捜査一課 十津川班
十津川省三
演 - 三橋達也
警視庁捜査一課の刑事。階級は警部。
亀井定夫
演 - 綿引勝彦（第1作、第2作は旧芸名の綿引洪で出演）
警視庁捜査一課の刑事。階級は警部補。
橋本豊
演 - 沖雅也（第3作）
経歴：警視庁捜査一課 → 退職
十津川の部下だったが、稚内で旅館をしている実家の家業を継ぐため退職。

#### その他
青山亜希子【※第3作は青木亜木子】
演 - 樋口可南子
雑誌・週刊「レディ」記者。

#### ゲスト
第1作「ブルートレイン・寝台特急殺人事件」（1979年）
- 高田（弁護士） - 待田京介
- 田久保涼子 - 水島彩子
- 野際陽子、志賀勝、前田武彦、佐々木剛、北村英三、北見唯一、西田良

第2作「幽霊船の謎」（1980年）
- 江波杏子、平田昭彦、戸浦六宏

第3作「北帰行殺人事件」（1982年）
- 和田久志 - 垂水悟郎
- 古川みどり（橋本豊の恋人・女子大生） - 川村一代
- 金子貢太郎 - 高木吉治
- 柴田邦彦 - 村尾英紀
- 市川三郎 - 重久剛一
- 君島則文 - 佐藤仁哉
- 曽根千香子、田中弘史

### スタッフ
- 脚本 - 佐々木守
- 音楽 - 高橋誠（第1作・第2作）、中川昌（第3作）
- 監督 - 黒田義之、帯盛迪彦
- プロデューサー - 杉本宏（朝日放送）、島田開（大映企画）
- 制作 - 朝日放送、大映企画、大映京都撮影所

### 放送日程
- 視聴率はビデオリサーチ調べ、関東地区・世帯・リアルタイム。

| 作数 | 放送日         | タイトル                         | 原作                                   | 脚本     | 監督     | 視聴率 |
| ---- | -------------- | -------------------------------- | -------------------------------------- | -------- | -------- | ------ |
| 1    | 1979年10月20日 | ブルートレイン・寝台特急殺人事件 | 「寝台特急〈ブルートレイン〉殺人事件」 | 佐々木守 | 黒田義之 | 18.8%  |
| 2    | 1980年10月18日 | 幽霊船の謎                       | 「消えた乗組員〈クルー〉」             | 佐々木守 | 黒田義之 | 20.4%  |
| 3    | 1982年04月17日 | 北帰行殺人事件                   | 「北帰行殺人事件」                     | 佐々木守 | 帯盛迪彦 | 14.4%  |

## テレビ朝日・東映版
テレビ朝日・東映の製作。
放送枠は「土曜ワイド劇場」（第1作 - 第65作）、「土曜プライム・土曜ワイド劇場」（第66作・第67作）、『ミステリースペシャル』（第68作）、『日曜プライム』（第69作 - 第72作）。
第70作では本作と同じく西村京太郎原作で、また同じく「土曜ワイド劇場」出身のシリーズである「鉄道捜査官」とのコラボレーションが行われ、「鉄道捜査官」から花村乃里子（沢口靖子）、手塚真理絵（山村紅葉）、大沢次郎（山口竜央）がゲスト出演している。

### キャスト

#### 警視庁捜査一課 十津川班
十津川省三
演 - 三橋達也（第1作 - 第4作・第6作 - 第27作・第29作 - 第33作）、高橋英樹（第34作 - ファイナル）
第5作では天知茂が、第28作では高島忠夫が三橋の代役で出演した。
警視庁捜査一課の刑事。階級は警部。
西本明
演 - 友金敏雄（第1作・第2作）、森本レオ（第5作 - 第68作）
警視庁捜査一課の刑事。階級は警部補。
清水新一
演 -  速水亮（第1作）、井川晃一【元・井川大輔】（第2作 - 第30作・第32作 - 第57作）
警視庁捜査一課の刑事。階級は巡査部長。
日下淳一
演 - 長谷川弘（第1作）、 森山祐嗣（第23作）、茂賢治（第26作 - 第39作・第41作・第45作 - 第52作）
警視庁捜査一課の刑事。階級は巡査部長。
松山史朗
演 - 宇梶剛士（第56作 - 第68作）（少年期：鈴木励和〈第58作〉）
警視庁捜査一課の刑事。階級は警部補。
三田村
演 - 木崎浩之（第53作 - 第60作）
警視庁捜査一課の刑事。階級は巡査部長。
小林宏昌
演 - 佐藤正浩【旧・天原まさみち】（第35作 - 第52作・第61作 - ファイナル）
警視庁捜査一課の刑事。階級は巡査部長。
北条早苗
演 - 山村紅葉（第4作 - 第7作・第11作 - ファイナル）
警視庁捜査一課の刑事。階級は巡査部長。
柿沼浩輔
演 - 葛山信吾（第69作 - ファイナル）
警視庁捜査一課の刑事。階級は不明。
久保田あかね
演 - 伴アンリ【旧・伴杏里】（第52作 - 第72作）
警視庁捜査一課の刑事。階級は巡査部長。
亀井定夫
演 - 愛川欽也（第1作 - 第57作）、高田純次（第58作 - ファイナル）
警視庁捜査一課の刑事。階級は警部補。

#### 警察関係者
本多
演 - 鈴木瑞穂（第7作・第8作・第11作・第15作）、平泉成（第34作 - 第37作）、矢島健一（第59作・第61作）
警視庁捜査一課長。
三上
演 - 川辺久造（第26作・第28作・第30作・第32作）、夏八木勲（第45作）
警視庁刑事部長。

#### 十津川班の親族
十津川直子
演 - 浅野ゆう子（第36作・第40作・第42作・第46作・第48作・第50作・第52作・第55作・第59作・第61作・第62作）
十津川省三の妻。
亀井公子
演 - 二木てるみ（第34作・第40作・第42作・第43作）
亀井定夫の妻。

### スタッフ
- 脚本 - 亜槍文代、猪又憲吾、今井詔二、岩下悠子、坂田義和、篠崎好、立花あずま、谷口純一郎、徳永友一、名倉勲、深沢正樹、森宮栄、安井国穂、吉本昌弘
- 音楽 - 横山菁児（第2作・第3作）、甲斐正人（第4作 - ファイナル）
- 監督 - 池広一夫、齋藤武市、島崎喜美男、永野靖忠、野村孝、長谷和夫、松島稔、村川透
- プロデューサー
  - テレビ朝日 - 五十嵐文郎、稲垣健司、井上隆、宇都宮恭三、大井素宏、川田方寿、佐藤涼一、白崎英介、関拓也、高戸晨一、高橋浩太郎、田中芳之、塙淳一、松本基弘、山川秀樹
  - 東映 - 池ノ上雄一、大久保忠幸、香月純一、河瀬光、小嶋雄嗣、若松豪
- 制作 - テレビ朝日、東映

### 放送日程
『西村京太郎トラベルミステリー』のシリーズタイトルとなったのは第14作からである。第29作からステレオ放送となり、第34作から字幕での解説放送を実施。第42作からハイビジョン制作となった。また、第54作からテレビ朝日制作分での副音声による解説放送をスタートした。
放送時間は基本的に『土曜ワイド劇場』（第65作まで）、『土曜プライム・土曜ワイド劇場』（第66作、第67作）、『日曜プライム』（第69作 - 第72作）の通常編成時の放送時間に放送。例外は以下の通り。
- 第4作、第5作、第7作、第9作、第11作、第13作、第15作、第18作、第22作、第26作、第28作は21時02分から23時21分までの拡大放送。
- 第31作、第33作[注 13]、第34作[注 14]、第36作、第38作、第40作、第42作、第45作〜第47作、第50作、第52作、第55作、第57作[注 15]、第59作、第61作、第62作、第66作は21時00分から23時21分までの拡大放送。
- 第48作、第49作は21時00分から23時06分までの拡大放送。
- 第14作は1990年3月10日に「傑作アンコール特選」として放送。
- 第17作は1991年2月23日に「傑作アンコール特選」として放送。
- 第23作は1994年3月12日に「傑作アンコール特選」として放送。
- 第25作は1995年3月25日に「傑作アンコール特選」として放送。
- 第54作はドキュメンタリー番組「大地疾走」放送のため21時30分から23時21分までの放送。
- 第58作[注 16]はISUグランプリシリーズ中国杯中継のため21時30分から23時36分までの放送[注 17]。
- 第60作は2017年6月4日の『日曜ワイド』で「ミステリー傑作選」として、短縮版を放送[注 18]。
- 第68作は『ミステリースペシャル』で放送。

| 作数                 | 放送日               | メインタイトル サブタイトル                                                                                            | 原作                                                                       | 脚本                 | 監督                 | 視聴率               |
| 三橋達也・愛川欽也版 | 三橋達也・愛川欽也版 | 三橋達也・愛川欽也版                                                                                                   | 三橋達也・愛川欽也版                                                       | 三橋達也・愛川欽也版 | 三橋達也・愛川欽也版 | 三橋達也・愛川欽也版 |
| -------------------- | -------------------- | --- | -------------------------------------------------------------------------- | -------------------- | -------------------- | -------------------- |
| 1                    | 1981年10月17日       | 終着駅〈ターミナル〉殺人事件 上野-青森 ミステリー特急ゆうづる                                                          | 「終着駅〈ターミナル〉殺人事件」                                           | 猪又憲吾             | 長谷和夫             | 24.3%                |
| 2                    | 1982年10月09日       | 再婚旅行殺人事件 出雲で死んだ女                                                                                        | 「再婚旅行殺人事件」 （「蜜月列車〈ハネムーン・トレイン〉殺人事件」所収）  | 猪又憲吾             | 島崎喜美男           | 17.1%                |
| 3                    | 1983年06月25日       | あずさ3号殺人事件 京都-信州 婚前クイズ旅行のワナ                                                                       | 「あずさ3号殺人事件」 （「蜜月列車〈ハネムーン・トレイン〉殺人事件」所収） | 名倉勲               | 島崎喜美男           | 17.2%                |
| 4                    | 10月01日             | 寝台特急あかつき殺人事件 東京-九州 日本縦断!ブルートレインの謎と白鷺の女                                               | 「寝台特急あかつき殺人事件」                                               | 猪又憲吾 名倉勲      | 永野靖忠             | 18.3%                |
| 5                    | 1984年07月14日       | 東北新幹線殺人事件 東京-仙台-盛岡 “やまびこ27号”死体を乗せて東日本縦断!!七夕まつりの女                                 | 「東北新幹線〈スーパー・エクスプレス〉殺人事件」                           | 猪又憲吾 亜槍文代    | 永野靖忠             | 25.7%                |
| 6                    | 1985年01月05日       | 寝台特急「北陸」殺人事件 富山-金沢-東尋坊 消えた女ともだち                                                             | 「寝台特急『北陸』殺人事件」                                               | 猪又憲吾 亜槍文代    | 永野靖忠             | 20.2%                |
| 7                    | 10月12日             | 特急“白鳥”十四時間 大阪-新潟-青森 日本一長い電車特急で連続殺人!津軽海峡の女                                            | 「特急『白鳥』十四時間」                                                   | 猪又憲吾             | 永野靖忠             | 23.5%                |
| 8                    | 1986年02月01日       | 特急北アルプス殺人事件 新名古屋-下呂-高山 飛騨路で連続殺人!赤い帽子の女                                                | 「特急北アルプス殺人事件」                                                 | 篠崎好               | 長谷和夫             | 26.7%                |
| 9                    | 6月28日              | 寝台急行“銀河”殺人事件 東京-大阪 A寝台車に殺意が走る!京都嵯峨野の女                                                    | 「寝台急行『銀河』殺人事件」                                               | 篠崎好               | 齋藤武市             | 22.7%                |
| 10                   | 1987年02月14日       | L特急「雷鳥九号」殺人事件 大阪-福井-芦原温泉 グリーン車から消えた女                                                    | 「雷鳥九号〈サスペンス・トレイン〉殺人事件」                               | 篠崎好               | 野村孝               | 21.8%                |
| 11                   | 7月04日              | 阿蘇殺人ルート 北九州-熊本-秘湯由布院 急行火の山3号の女                                                                | 「阿蘇殺人ルート」                                                         | 篠崎好               | 野村孝               | 21.6%                |
| 12                   | 12月05日             | みちのく湯けむり殺意の旅 水戸-飯坂温泉-天童 白いドレスの女                                                             | 「みちのく殺意の旅」                                                       | 篠崎好               | 野村孝               | 23.1%                |
| 13                   | 1988年04月02日       | 日本海殺人ルート 青森-新潟-京都-奈良 特急“白鳥”1分間の壁 津軽の女                                                      | 「日本海殺人ルート」                                                       | 篠崎好               | 野村孝               | 22.1%                |
| 14                   | 1989年01月14日       | 愛と死の飯田線 高原列車殺人事件!天竜峡に哀歌が流れる                                                                   | 「愛と死の飯田線」 （「最果てのブルートレイン 急行『天北』殺人事件」所収） | 篠崎好               | 永野靖忠             |                      |
| 15                   | 4月01日              | アルプス誘拐ルート 新宿-松本-沖縄 パノラマ急行殺人事件 展望車から消えた女                                              | 「アルプス誘拐ルート」                                                     | 篠崎好               | 永野靖忠             |                      |
| 16                   | 9月30日              | 寝台特急〈ブルートレイン〉八分停車 東京-京都-出雲 殺人予告列車が走る                                                   | 「寝台特急〈ブルートレイン〉八分停車」                                     | 猪又憲吾             | 永野靖忠             | 26.3%                |
| 17                   | 1990年01月13日       | 山陽・東海道殺人ルート 列車ダイヤの連立方程式 博多湾に謎を解く?                                                        | 「山陽・東海道殺人ルート」                                                 | 篠崎好               | 永野靖忠             | 25.5%                |
| 18                   | 10月06日             | オホーツク殺人ルート サロマ湖-網走-知床 さい果てツアーの謎!                                                            | 「オホーツク殺人ルート」                                                   | 篠崎好               | 永野靖忠             | 18.7%                |
| 19                   | 1991年01月12日       | L特急踊り子号殺人事件 天城越えの女 緊急停車の謎を追って…                                                               | 「L特急踊り子号殺人事件」                                                  | 猪又憲吾             | 松島稔               | 21.7%                |
| 20                   | 10月05日             | 裏切りの中央本線 L特急あずさ21号殺人事件 上高地、大正池に映る青春の影                                                  | 「裏切りの中央本線」 （「特急『おき3号』殺人事件」所収）                   | 猪又憲吾             | 野村孝               | 12.2%                |
| 21                   | 1992年01月11日       | 上信越、湯煙り殺人ルート 失踪モデルが死体で舞い戻った!?                                                                | 「信濃の死」 （「特急ひだ3号殺人事件」所収）                               | 篠崎好               | 永野靖忠             | 19.4%                |
| 22                   | 4月04日              | 日本縦断殺人ルート 博多-東京-函館 ブルートレインから途中下車する女                                                     | 「寝台特急『あさかぜ1号』殺人事件」                                        | 篠崎好               | 永野靖忠             | 19.5%                |
| 23                   | 1993年01月09日       | 陸中海岸殺人ルート 釜石-東京 6時間30分の殺意                                                                           | 「夜が殺意を運ぶ」 （「特急『あさしお3号』殺人事件」所収）                 | 猪又憲吾             | 松島稔               | 21.1%                |
| 24                   | 7月24日              | 山手線五・八キロの証言 窓から覗いた15秒の殺人方程式 女の禁じられた秘密                                                 | 「山手線五・八キロの証言」                                                 | 猪又憲吾             | 野村孝               | 19.8%                |
| 25                   | 1994年01月15日       | 東北新幹線「やまびこ5号」の殺意 仙台駅二分停車のトリック!                                                              | 「北への列車は殺意を乗せて」 （「特急『あさま』が運ぶ殺意」所収）          | 猪又憲吾             | 野村孝               | 22.2%                |
| 26                   | 10月08日             | 特急「おおぞら」殺人事件 東京-札幌-釧路 禁断の愛を乗せて走る北の列車!                                                  | 「特急『おおぞら』〈ハイデッカー・エクスプレス〉殺人事件」                 | 猪又憲吾             | 野村孝               | 14.3%                |
| 27                   | 1995年01月14日       | スーパービュー踊り子号殺意の旅 グリーン個室の遺言                                                                      | 「スーパー雷鳥殺人事件」                                                   | 篠崎好               | 松島稔               | 16.6%                |
| 28                   | 10月07日             | 特急ゆふいんの森殺人事件 東京-熊本-鹿児島 九州を迷走する愛憎の罠                                                       | 「特急ゆふいんの森殺人事件」                                               | 猪又憲吾             | 野村孝               | 11.9%                |
| 29                   | 1996年04月06日       | 上越新幹線殺人事件 東京-新潟 時速250キロの密室から女が消えた                                                           | 「行楽特急〈ロマンスカー〉殺人事件」                                       | 猪又憲吾             | 野村孝               | 18.7%                |
| 30                   | 10月05日             | 寝台特急「北斗星」殺人事件 東京-札幌16時間 顔のない誘拐犯が走る!                                                       | 「臨時特急『京都号』〈サロンエクスプレス〉殺人事件」                       | 猪又憲吾             | 野村孝               | 15.8%                |
| 31                   | 1997年08月02日       | 特急「白山」6時間06分 上野-金沢-北海道-横浜 殺意の赤いシグナル!                                                        | 「特急『白山』六時間〇二分」                                               | 篠崎好               | 松島稔               | 17.7%                |
| 32                   | 1998年08月29日       | 伊豆誘拐行 赤い車から消えた女!高速道路5時間06分の盲点!!                                                                | 「伊豆誘拐行」                                                             | 篠崎好               | 野村孝               | 18.3%                |
| 33                   | 1999年09月25日       | 秋田新幹線「こまち」殺人事件 東京-角館 3時間22分の複合殺意!                                                            | 「秋田新幹線『こまち』殺人事件」                                           | 篠崎好               | 野村孝               | 19.1%                |
| 高橋英樹・愛川欽也版 |                      | |                                                                            |                      |                      |                      |
| 34                   | 2000年09月30日       | 津軽陸中殺人ルート 東北新幹線-成田空港 十津川警部、必死の大捜査網                                                      | 「津軽・陸中殺人ルート―苦悩する十津川警部」                                | 篠崎好               | 池広一夫             | 17.8%                |
| 35                   | 2001年03月10日       | 宗谷本線殺人事件 北の終着駅 雪のホームで殺された女秘書…                                                                | 「宗谷本線殺人事件」                                                       | 篠崎好               | 村川透               | 18.2%                |
| 36                   | 9月29日              | 能登半島殺人事件 誘拐された十津川警部の愛妻!                                                                           | 「能登半島殺人事件」                                                       | 篠崎好               | 池広一夫             | 17.5%                |
| 37                   | 2002年01月05日       | 東京〜山形殺人ルート 山形新幹線つばさの女 360キロを飛ぶさくらんぼの謎                                                  | 「東京・山形殺人ルート」                                                   | 篠崎好               | 村川透               | 17.7%                |
| 38                   | 2003年01月04日       | オリエント急行殺人事件 ローマ発ヴェネチア行き豪華寝台車に容疑者の女の死体が!                                           | 「愛と悲しみの墓標」                                                       | 篠崎好               | 池広一夫             | 14.7%                |
| 39                   | 3月29日              | 高山本線殺人事件 特急ひだ5号で狙われた女 飛騨〜下呂温泉、一枚の乗車券が解いた不倫の連立方程式                          | 「高山本線殺人事件」                                                       | 篠崎好               | 村川透               | 14.7%                |
| 40                   | 9月13日              | 青函特急殺人ルート 東京-札幌 超豪華寝台カシオペアに罠が走る!                                                           | 「青函特急殺人ルート」                                                     | 篠崎好               | 池広一夫             | 19.9%                |
| 41                   | 11月22日             | 夜行列車の女 東京〜高松サンライズエクスプレス 終着駅のホームで死体がすりかわった!                                      | 「夜行列車〈サンライズエクスプレス〉の女」                                 | 篠崎好               | 村川透               | 16.1%                |
| 42                   | 2004年11月06日       | 北帰行殺人事件 超豪華寝台カシオペアと特急オホーツクが結ぶ殺人トリック 【大映版第3作のリメイク版】                      | 「北帰行殺人事件」                                                         | 篠崎好               | 村川透               | 16.0%                |
| 43                   | 2005年01月08日       | 愛と殺意の津軽三味線 雪崩が呼んだ殺人の謎… 車に美しい女の死体!                                                         | 「愛と殺意の津軽三味線」                                                   | 篠崎好               | 村川透               | 15.8%                |
| 44                   | 4月23日              | 特急「スーパー北斗1号」殺人事件 函館〜釧路〜知床 恋人を探し流氷の海に消えた女                                          | 「特急『北斗1号』〈スーサイド・トレイン〉殺人事件」                        | 篠崎好               | 村川透               | 16.2%                |
| 45                   | 2006年01月07日       | 超豪華寝台特急トワイライトエクスプレス殺人事件 京都〜洞爺湖 刑事の花嫁が新婚旅行で殺された…!                           | 「恋の十和田、死の猪苗代」                                                 | 篠崎好               | 村川透               | 16.1%                |
| 46                   | 7月01日              | 秋田新幹線[こまち]連続殺人！ 東京-角館 3時間18分の複合殺意!! 【第33作のリメイク版】                                    | 「秋田新幹線『こまち』殺人事件」                                           | 篠崎好               | 村川透 潤色：野村孝  | 15.1%                |
| 47                   | 12月16日             | 五能線の女 秋田〜能代〜五所川原〜弘前 連続美女殺人ルート!                                                              | 「五能線の女」                                                             | 篠崎好               | 村川透               | 15.2%                |
| 48                   | 2007年05月26日       | みちのく殺意の旅 飯坂〜秋保、温泉めぐり殺人同窓会! 【第12作のリメイク版】                                              | 「みちのく殺意の旅」                                                       | 篠崎好               | 村川透               | 16.6%                |
| 49                   | 2008年04月26日       | 日光・鬼怒川殺人ルート 三猿が招く予告連続殺人!! 札幌行寝台特急カシオペア10分停車の盲点…                                | 「日光・鬼怒川殺人ルート」                                                 | 篠崎好               | 村川透               | 15.8%                |
| 50                   | 9月27日              | 山陽・東海道連続殺人ルート 博多-東京・特急はやぶさ途中下車、不可能の謎 【第17作のリメイク版】                          | 「山陽・東海道殺人ルート」                                                 | 篠崎好               | 村川透               | 15.8%                |
| 51                   | 2009年01月10日       | 上野駅13番線ホーム つり合わない乗車券を買う死体！上野〜札幌二つの寝台特急に張られたワナ                                | 「上野駅13番線ホーム」                                                     | 篠崎好               | 村川透               | 16.5%                |
| 52                   | 9月26日              | 密室列車・特急かもしか、途中下車連続殺人 男鹿〜弘前、温泉めぐり新婚旅行で花嫁が殺された…                               | 「L特急たざわ殺人事件」                                                    | 篠崎好               | 村川透               | 16.5%                |
| 53                   | 2010年02月06日       | 山形新幹線 つばさ111号の殺人 謎の駅に途中下車のトリック                                                                | 「つばさ111号の殺人」                                                      | 篠崎好               | 村川透               | 17.7%                |
| 54                   | 10月02日             | 伊豆の海に消えた女 特急踊り子160分間の殺意                                                                             | 「伊豆の海に消えた女」                                                     | 岩下悠子             | 村川透               | 14.2%                |
| 55                   | 11月27日             | 寝台特急カシオペア殺人事件 函館駅6分停車の罠! 走る密室で妻が誘拐され消えた…                                            | 「急行もがみ殺人事件」                                                     | 今井詔二             | 村川透               | 13.2%                |
| 56                   | 2011年07月23日       | 生死を分ける転車台 天竜浜名湖鉄道〜青いコートの女の罠…                                                                 | 「生死を分ける転車台〜天竜浜名湖鉄道の殺意〜」                             | 森宮栄               | 村川透               | 14.9%                |
| 57                   | 2012年01月28日       | スーパービュー踊り子連続殺人 新宿下田2時間47分の盲点 【第27作のリメイク版】                                            | 「スーパー雷鳥殺人事件」                                                   | 森宮栄               | 村川透               | 15.5%                |
| 高橋英樹・高田純次版 |                      | |                                                                            |                      |                      |                      |
| 58                   | 11月03日             | 山形新幹線つばさ129号の女 謎の駅に2分停車の盲点…黒いロープとサクランボの殺意!!                                         | 「八ヶ岳高原殺人事件」                                                     | 坂田義和             | 村川透               | 12.1%                |
| 59                   | 2013年01月05日       | 終着駅（ターミナル）殺人事件 上野〜青森 愛と死の寝台特急“あけぼの”暗闇に消えた女 【第1作のリメイク版】                 | 「終着駅〈ターミナル〉殺人事件」                                           | 坂田義和             | 村川透               | 13.9%                |
| 60                   | 7月13日              | 秩父SL 3月23日の証言 大逆転法廷!!沿線の洗濯物に秘密が…                                                                 | 「十津川警部 秩父SL・三月二十七日の証言」                                  | 坂田義和             | 村川透               | 14.0%                |
| 61                   | 2014年03月22日       | 越後・会津殺人ルート 必ず相席する女!?特急きぬ・片道切符の罠…                                                           | 「越後・会津殺人ルート」                                                   | 坂田義和             | 村川透               | 12.6%                |
| 62                   | 7月12日              | 寝台特急カシオペア&スーパーひたち連続殺人 追いつけない二つの列車の謎!美貌の女相続人の秘密… 【第13作のリメイク版】      | 「日本海殺人ルート」                                                       | 坂田義和             | 村川透               | 12.9%                |
| 63                   | 2015年01月10日       | 長野新幹線〜飯山線 湯けむり殺人ルート 失踪モデルが、死体で舞い戻った?野沢温泉みやげが告げる犯人 【第21作のリメイク版】 | 「信濃の死」 （「特急ひだ3号殺人事件」所収）                               | 森宮栄               | 村川透               | 11.8%                |
| 64                   | 8月15日              | 仙台・青葉の殺意 夫の手帳にヒントが…秋保温泉女将の復讐殺人?                                                            | 「仙台青葉の殺意」                                                         | 谷口純一郎           | 村川透               | 12.9%                |
| 65                   | 2016年02月06日       | 伊豆海岸殺人ルート 1枚の写真が連続殺人を呼ぶ!!富士山が告発する真犯人                                                   | 「伊豆海岸殺人ルート」                                                     | 徳永友一 立花あずま  | 村川透               | 12.2%                |
| 66                   | 7月02日              | 釧路・帯広殺人ルート “明日スーパーおおぞら5号で…”のメールが連続殺人を呼ぶ!!                                            | 「釧路・網走殺人ルート」                                                   | 吉本昌弘             | 村川透               | 10.8%                |
| 67                   | 2017年04月08日       | 箱根紅葉・登山鉄道の殺意 妻を殺害した疑惑の男は二度死ぬ!?                                                              | 「十和田南へ殺意の旅」                                                     | 今井詔二             | 村川透               | 12.9%                |
| 68                   | 9月20日              | 山形・陸羽西線に消えた女 復讐殺人?3つの現場に残されたスケッチ画の謎…                                                   | 「飛騨高山に消えた女」                                                     | 安井国穂             | 村川透               | 09.5%                |
| 69                   | 2018年09月16日       | 金沢〜東京殺人ルート 2時間33分の罠 北陸新幹線かがやき 豪華車両グランクラスチケットをプレゼントしたがる美女!?           | 「北陸新幹線殺人事件」                                                     | 深沢正樹             | 村川透               | 10.4％               |
| 70                   | 2019年03月17日       | 十津川警部VS鉄道捜査官・花村乃里子 山形鉄道フラワー長井線、雪の密室に現れた路線図にない駅の謎                          | 「びわ湖環状線に死す」                                                     | 深沢正樹             | 村川透               | 12.3％               |
| 71                   | 2020年01月05日       | ニセ十津川とニセ亀井!! 特急あずさ22号、走行中に消えた謎の女…                                                           | 「草津逃避行」                                                             | 深沢正樹             | 村川透               | 11.7%                |
| 72                   | 7月26日              | 十津川警部のラストラン 東京〜北海道1200キロ 新十津川駅で待つ女                                                         | 「札沼線の愛と死 新十津川町を行く」                                        | 深沢正樹             | 村川透               | 09.7%                |
| 73 (ファイナル)      | 2022年12月29日       | 十津川警部のレクイエム❝安息を❞ 大井川鐡道、湖上駅で2度殺された妻 【第45作のリメイク版】                                | 「恋の十和田、死の猪苗代」                                                 | 深沢正樹             | 村川透               | 09.8%                |

- 2021年のみオリジナル作品は作られなかった。
- 第1作から第24作まではフィルム撮影、第25作からVTR撮影となった（第7作と第18作〜第24作はフィルム撮影のVTR編集）。
- 前述の通り、第4作から甲斐正人作曲によるテーマ音楽が固定され、タイトルバックおよび出演者紹介はショートバージョン、スローバージョンも含め3パターンが用意された。エンドロールは第4作から第29作までテーマ音楽のアレンジバージョンが使われたが、第6作、第8作、第9作、第19作、第23作は劇中に挿入された曲がそのまま使用された。第30作から「土曜ワイド劇場」のエンディングテーマとなったが、「日曜プライム」に移行した第69作から再びテーマ音楽のアレンジバージョンが使用された。なお、テーマ音楽は第50作より新録された。
- 視聴率はビデオリサーチ調べ、関東地区・世帯・リアルタイム。